# Ayten Amin
Ayten Amin (àrab: آيتن أمين, Alexandria, Egipte, 1978) és una directora i guionista de cinema que va començar la seva carrera fent pel·lícules documentals durant la Revolució egípcia de 2011. Entre els seus films més coneguts es troben Tahrir 2011: The Good, the Bad, and the Politician i Villa 69.

## Activitat professional
Ayten Amin va començar en 2001 a estudiar crítica cinematogràfica en la Universitat Americana al Caire, una universitat independent i privada situada a la ciutat de el Caire que ofereix programes d'aprenentatge d'estil estatunidenc en els nivells de llicenciatura, postgrau i professional, juntament amb un programa de formació permanent.. i va filmar dos curtmetratges sobre la dansa del ventre i la ballarina i actriu Madiha Kamel. En 2005 mentre es trobava en el Laboratori d'Art d'aquesta Universitat va produir Her Man, un curtmetratge controversial que va ser exhibit en diversos festivals internacionals, entre ells el Festival Clermont Ferrand de curtmetratges 2007 i lloc en pantalla en forma exclusiva pel Canal Plus de França ein 2007 i 2008. En 2008 va treballar com a assistent de direcció en els films Basra dirigit per Ahmed Rashwan i Zay el naharda del director Amr Salama i en 2009 va produir el curtmetratge SPRING 89 que en 2011 va ser exhibit en el Short Film Corner, un mercat de curtmetratges dins del Mercat de Cannes, i va guanyar, entre altres premis, el de Millor Curtmetratge i el Premi especial del jurat pel guió en el Festival de Cinema d'Alexandria i un Esment especial en el Festival Internacional de Cinema de Dubái, a més de ser seleccionat per a formar part del programa educatiu de la Universitat de Nova York.

## Valoració
La seva pel·lícula més lloada és Tahrir 2011: The Good, the Bad, and the Politician que codirigiren Ayten Amin, Tamer Ezzat i Amr Salama sobre les protestes del 25 de gener de 2011 i la Revolució Egípcia, en la qual va tenir al seu càrrec la secció The Bad. A partir d'aquestes crítiques favorables Ayten Amin va guanyar pel seu guió de Villa 69 el Cairo Film Connection Prize en la secció pel·lícules en desenvolupament del Festival Internacional de Cinema del Caire de 2010 i un subsidi per a desenvolupament del Hubert Bals Fund i també va integrar la selecció oficial en el Pavilion des Cinemas Du Monde, del Festival de Canes 2011.

## Premis i nominacions
Festival de Cinema d'Abu Dhabi, ADFF 2013
- Villa 69 nominada al Premi Perla Negra en la Competència Nous Horitzons.

Festival Nacional de cinema egipci del Caire, 2014
- Villa 69 guanyadora del Premi Horus al Millor Director debutant.

Festival Internacional de Cinema de Hong Kong, 2014
- Villa 69 nominada al Premi FIPRESCI.

Festival Internacional de Cinema de Venècia 2011
- Tahir 2011 guanyadora del Premi CICT-IFTC en conjunt amb Tamer Ezzat i Amr Salama.

Festival de Cinema del Centre Catòlic Egipci, 2014
- Khaled Abol Naga, guanyador del Premi al Millor Actor per Villa 69.
- Hossam Shaheen, guanyador del Premi a la Millor Fotografia per Villa 69.

## Filmografia
Directora
- Saabe' Gaar  (sèrie de televisió) (2017-2018)
- Villa 69  (codirectora, 2013)
- Tahrir 2011  (documental, 2011)
- Rabie 89 o Spring 89 (curtmetratge, 2009)
- Her Man (curtmetratge, 2006)

Segon assistent de direcció
- Basra (2008) dir. Ahmed Rashwan
- Zay el naharda (2008)

com ella mateixa
- Film Arabi (sèrie documental de televisió, 2018) 
  - Camera Angles with Ayten Amin
  - Developing Your Characters with Ayten Amin
- Une arme de choix (curtmetratge documental, 2012)

com ella mateixa en pel·lícula d’arxiu
- The Smallest Red Carpet, But the Biggest Heart (curtmetratge documental, 2011)